# Café Shabandar
Le Café Shabandar (arabe : مقهى الشابندر, romanisé : Maqha al-Shabander) est l'un des cafés les plus anciens et les plus célèbres de Bagdad, en Irak. Il est situé au bout de la rue al-Mutanabbi.Le café est aujourd'hui un centre social culturel et intellectuel et est considéré comme l'un des monuments patrimoniaux les plus importants de Bagdad où l'on discute de poésie, de politique, de culture, de littérature et d'art et un lieu pour approfondir ses connaissances sur ces sujets.

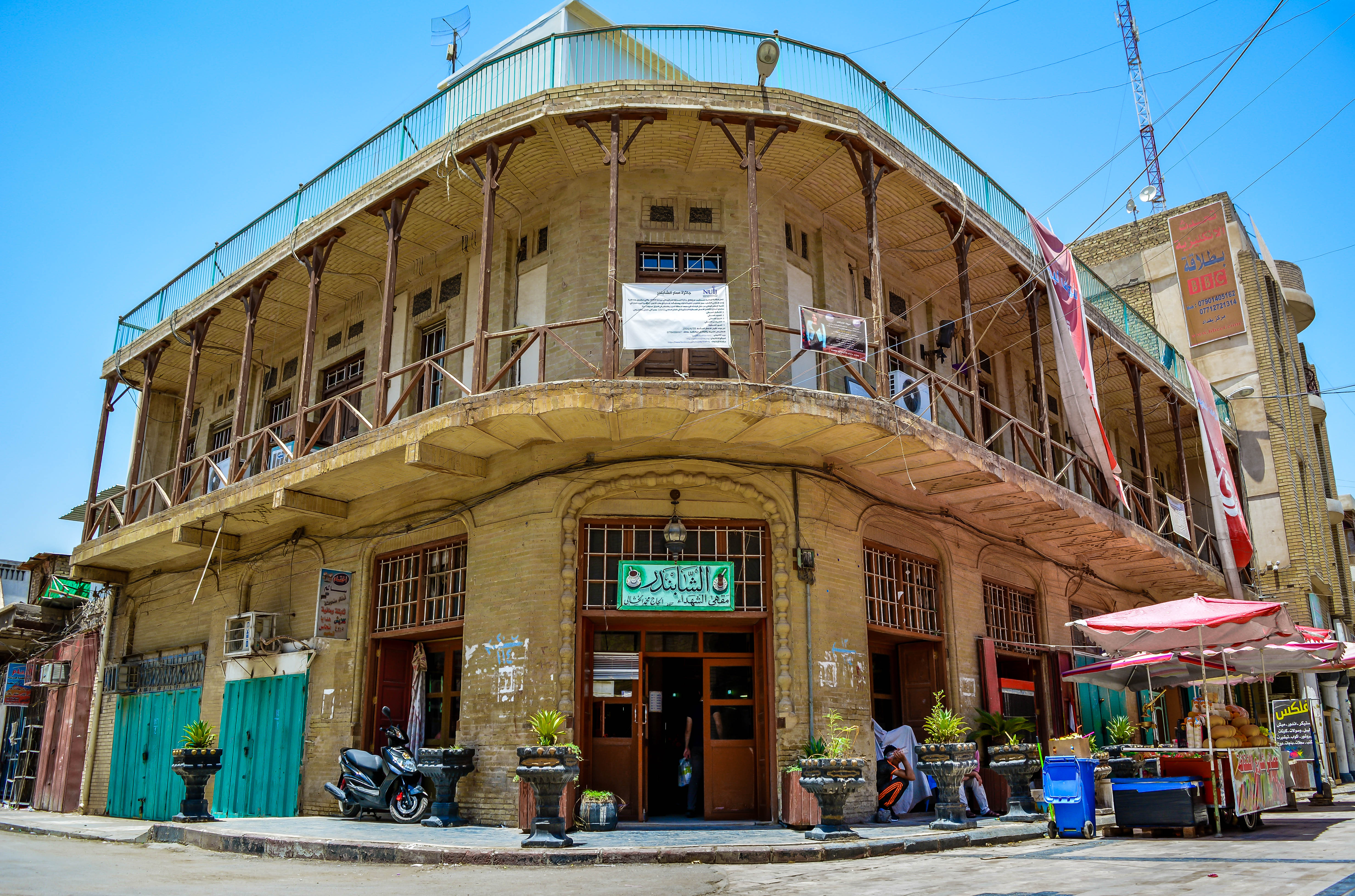
Le café en 2016